# テルアビブ・オン・ファイア
『テルアビブ・オン・ファイア』（ヘブライ語: תל אביב על האש、英語: Tel Aviv on Fire）は2018年のルクセンブルク・フランス・イスラエル・ベルギーのコメディ映画。
監督はサメフ・ゾアビ、出演はカイス・ナシェフとヤニブ・ビトンなど。
1960年代の第三次中東戦争前夜を舞台にした人気メロドラマの制作現場を舞台に、複雑なパレスチナ情勢を皮肉とユーモアに包んで描いている。
第75回ヴェネツィア国際映画祭で初上映され、オリゾンティ部門において主演のナシェフが男優賞を受賞している。
日本では2018年10月から11月にかけて開催された第31回東京国際映画祭で初上映されたのち、2019年7月から8月まで開催された「カリテ・ファンタスティック!シネマコレクション2019」において上映され、同年11月22日から一般劇場公開された。

## ストーリー
エルサレムに住む脚本家見習いのパレスチナ人青年サラームは、ヘブライ語が堪能なことから、叔父がプロデューサーを務めるパレスチナの人気メロドラマ『テルアビブ・オン・ファイア』の雑用係兼ヘブライ語の言語指導として働いている。そんなある日、撮影所に向かうために毎日通っているイスラエルの検問所で司令官のアッシに呼び止められ、咄嗟に『テルアビブ・オン・ファイア』の脚本家だと嘘をついてしまったことからサラームの生活は一変する。アッシは妻が同ドラマの大ファンということから毎回サラームを呼び止めて放送前のストーリーを聞き出すだけでなく、脚本の内容に口を出すようになる。ところがアッシのアイデアが制作現場で採用されたことから、サラームは脚本家に昇格することになる。こうしてサラームはアッシの協力を得て脚本家として活躍するようになるが、ドラマの結末をめぐって、イスラエル人のアッシとパレスチナ人の制作陣との間で板ばさみとなってしまう。

## キャスト
- サラーム: カイス・ナシェフ（英語版） - エルサレムに住むパレスチナ人青年。脚本家見習い。
- アッシ: ヤニブ・ビトン（ヘブライ語版） - イスラエル軍の検問所司令官。フムスに目がない。
- タラ: ルブナ・アザバル（フランス語版） - ドラマの主演女優。ラヘル（パレスチナ人スパイのマナル）役。
- マリアム: マイサ・アブドゥ・エルハディ（アラビア語版） - サラームの幼なじみの女性医師。
- アテフ: サリーム・ダウ（アラビア語版） - ドラマの演出家。
- イェフダ: ユーセフ・スウェイド（ヘブライ語版） - ドラマに登場するイスラエル軍の将軍。ラヘルと恋に落ちる。
- ナビル: アメル・レヘル（フランス語版） - サラームの同僚の脚本家。
- マルワン: アシュラフ・ファラー - ドラマに登場するパレスチナ人の闘士。マナルの恋人。
- マイサ: レティシア・エイドゥ（フランス語版） - ドラマの衣裳係。実は女優でタラの後釜を狙っている。
- バッサム: ナディム・サワラ（英語版） - サラームのおじ。ドラマのプロデューサー。1973年には実戦を戦った。

## 製作
サメフ・ゾアビ監督は、長編デビュー作である2010年のコメディ映画『Man Without a Cell Phone』において、パレスチナ人が苦労しながらイスラエルに住んでいる現状を描き、政治的なメッセージも、キャラクターも物語も好評だったことから、同じスタイルの作品を撮ろうと考えて様々な人からアドバイスを受けたものの、いろいろな意見が出されて聞くだけで疲れてしまったという自らの経験をもとに、いろいろな人から意見を言われて困りぬくクリエイターの物語を思いついたとしている。
また、本作に込めたメッセージとして「実際の軍事的占領を描くのではなく、“精神的な占領”を描きたかった」とし、「劇中のアッシが強固に『（メロドラマの対立する国家間のキャラを）結婚させろ』と要求するのは、結婚式はオスロ合意を象徴しているから。非現実的な要求を、イスラエルの彼は押し付けようとする。精神的占領は両国が持っていて、検問所で日々感じていることなんです。（中略）願わくば答えよりも、より多くの“質問”や“疑問”を提起したい。疑問は多ければ多いほど良く、みんなに考えてほしいんです」と述べている。

## 作品の評価

### 映画批評家によるレビュー
Rotten Tomatoesによれば、批評家の一致した見解は「思慮に富み、演技も良い『テルアビブ・オン・ファイア』は、戦争の恐るべき不条理さを浮き彫りにし、そして文化的な対立の中でもユーモアを見出すことが可能であることを証明している。」であり、60件の評論のうち90%にあたる54件が高く評価しており、平均して10点満点中6.8点を得ている。
Metacriticによれば、16件の評論のうち高評価は13件、賛否混在は3件、低評価はなく、平均して100点満点中70点を得ている。

### 受賞歴
初上映された第75回ヴェネツィア国際映画祭において、主演のカイス・ナシェフがオリゾンティ部門の男優賞を受賞している。
その後、様々な映画祭に出品され、数々の賞を受賞している。